# Clive Dunn
Clive Robert Benjamin Dunn OBE (Londres, Anglaterra, 9 de gener del 1920 − Algarve, Portugal, 6 de novembre del 2012) fou un actor i autor britànic, conegut sobretot pel seu paper del sots-caporal Jack Jones a la sèrie de televisió de la BBC Dad's Army.

## Filmografia

### Cinema
| Any  | Títol                              | Paper                             |
| ---- | ---------------------------------- | --------------------------------- |
| 1980 | The Fiendish Plot of Dr. Fu Manchu | Keeper of the Keys - London Tower |
| 1971 | Dad's Army                         | L.Cpl. Jack Jones                 |
| 1969 | The Magic Christian                | Sommelier                         |
| 1969 | Crooks and Coronets                | Basil                             |
| 1967 | Just like a Woman                  | Graff von Fischer                 |
| 1967 | The Mini-Affair                    | Tyson                             |
| 1965 | You Must Be Joking                 | Doorman                           |
| 1963 | El ratolí a la lluna               | Bandleader                        |
| 1963 | She'll Have to Go                  | Farmacèutic                       |
| 1962 | The Fast Lady                      | Home vell                         |
| 1961 | What a Whopper                     | Mr. Slate                         |
| 1957 | Treasure Island                    | Ben Gunn                          |
| 1949 | Boys in Brown                      | Atracador                         |
| 1938 | A Yank at Oxford                   |                                   |
| 1937 | Good Morning, Boys                 |                                   |
| 1935 | Boys Will Be Boys                  |                                   |

### Televisió
| Any     | Títol                         | Paper             |
| ------- | ----------------------------- | ----------------- |
| 1960–63 | Bootsie and Snudge            | Henry Johnson     |
| 1968–77 | Dad's Army                    | L.Cpl. Jack Jones |
| 1970–71 | Here Come the Double Deckers! | Hodge             |
| 1974–75 | My Old Man                    | Sam Cobbett       |
| 1979–84 | Grandad                       | Charlie Quick     |